# 仁川空港磁気浮上鉄道

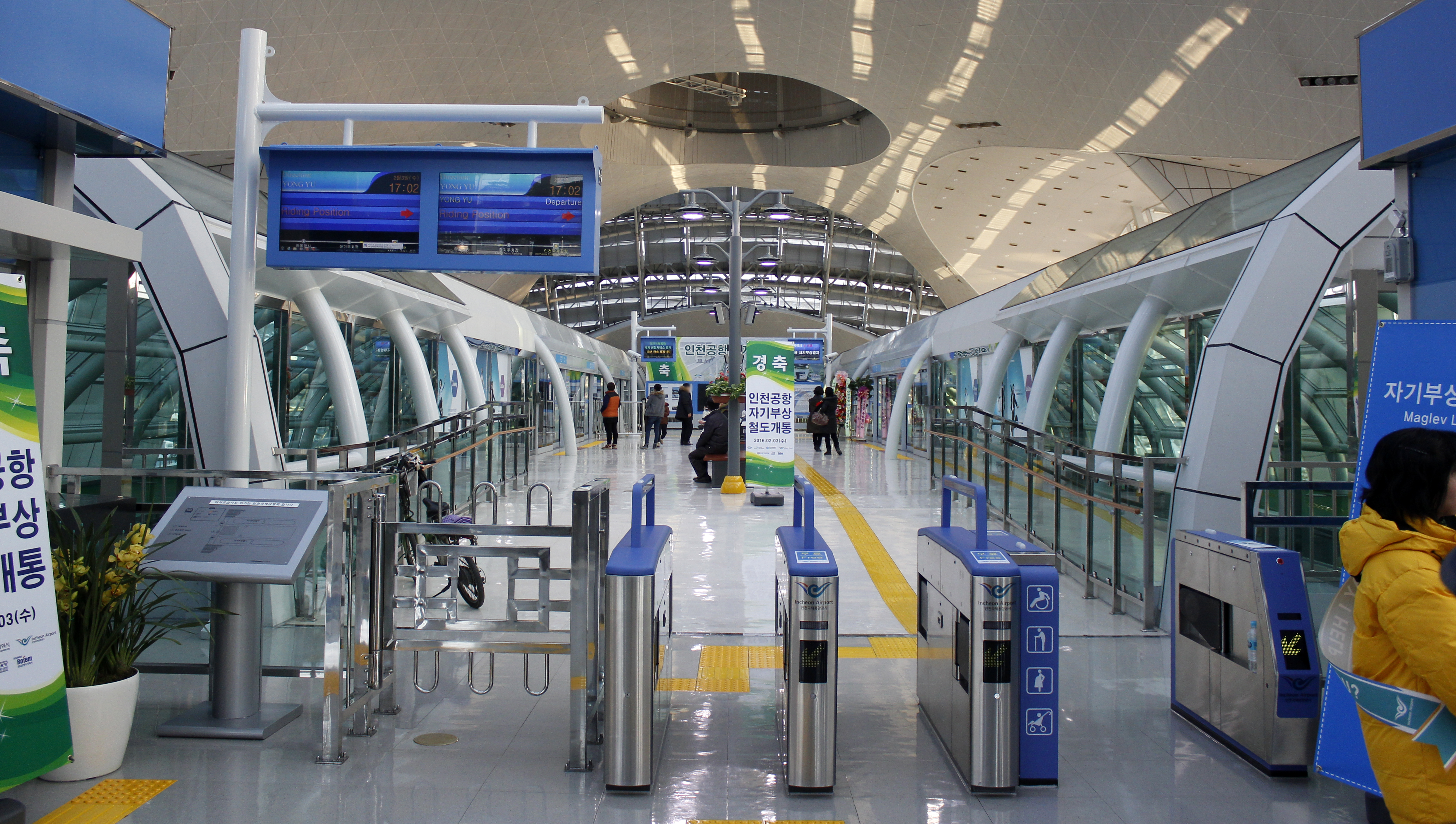
のりば（仁川国際空港1ターミナル駅）

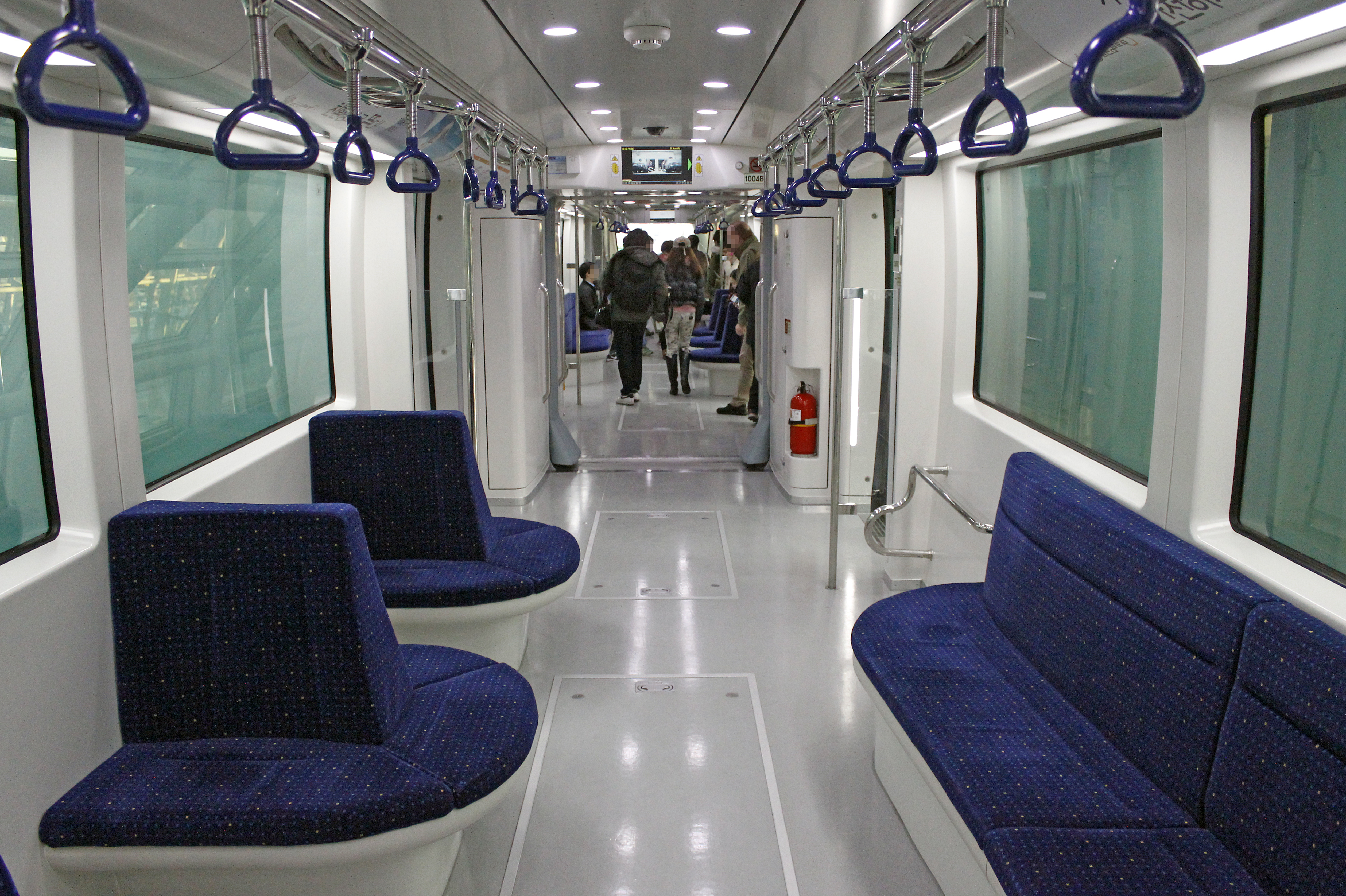
車両内装

仁川空港磁気浮上鉄道（インチョンくうこうじきふじょうてつどう）は、大韓民国仁川広域市中区の仁川国際空港1ターミナル駅と龍遊駅を結ぶ磁気浮上式鉄道である。保有は仁川国際空港公社、運営は空港鉄道。

## 概要
韓国でリニアモーターカーが最初に営業運転されたのは、1993年の大田国際博覧会の会場に設置された路線だった。
仁川空港磁気浮上鉄道は、都市型磁気浮上式鉄道実用化事業として建設された。開業は2013年9月を予定していたが、488箇所の瑕疵事項が発見され保守・整備が必要になり、計画が遅れて数ヶ月単位で何度か開業が延期された。2014年9月末の営業運転開始を目指して2014年7月より2ヶ月間の試運転が行われたが、前後して、軽微な事項を含めて信号・通信分野510件、車両分野56件、土建分野85件の合計651件の問題箇所が指摘された。このため2014年9月28日に開業の無期限延期が決定された。問題箇所の1/3程度は対策が行われ、事業を総括する振興院は残る箇所は安全性には問題ないとして営業開始可能という立場であるが、実際に営業運転・管理を行う仁川空港公社は、現状では安全な営業運転は不可能だとして意見が対立した。
2016年2月3日に開業した。7:30 - 20:30の間の運行であり、6駅間を15分間で走行する。現在全ての駅の自動改札は稼働しておらず無料で利用できるが、需要に伴い将来的に有料化する可能性も示唆されている。
事業費は4149億ウォンである。建設費は韓国政府が69%、仁川広域市が6%、仁川国際空港公社が25%負担しており、鉄道敷地は仁川国際空港公社が提供した。
長期的には、仁川国際空港、龍遊島、永宗島を一周する長大な路線とする構想もある。

## 車両
- 仁川国際空港公社UTM-03系電車
  - 製作者 現代ロテム
  - 運行方式 無人自動運転
  - 編成 2両1編成
  - 規格 全長 (24.0m) ,全幅 (2.7m) ,全高 (3.45m)

## 路線データ
- 路線距離：6.1km（うち営業区間5.6km）
- 方式：常電導吸引型磁気浮上式
- 駅数：6駅（起終点駅含む）
- 複線区間：全線
- 最高速度：80km/h

## 駅一覧
- 駅所在地は全線仁川広域市中区内。

| 駅番号 | 駅名                      | 駅名              | 駅名                             | 駅間キロ (km) | 累計キロ (km) | 接続路線                                            |
| 駅番号 | 日本語                    | ハングル          | 英語                             | 駅間キロ (km) | 累計キロ (km) | 接続路線                                            |
| ------ | ------------------------- | ----------------- | -------------------------------- | ------------- | ------------- | --------------------------------------------------- |
| M01    | 仁川国際空港1ターミナル駅 | 인천공항1터미널역 | Incheon Int'l Airport Terminal 1 | 0.0           | 0.0           | 空港鉄道：●仁川国際空港鉄道 (A10)                   |
| M02    | 長期駐車場駅              | 장기주차장역      | Long Term Parking                | 0.5           | 0.5           |                                                     |
| M03    | 合同庁舎駅                | 합동청사역        | Administration Complex           | 0.4           | 0.9           |                                                     |
| M04    | パラダイスシティ駅        | 파라다이스시티역  | Paradise City                    | 0.4           | 1.3           |                                                     |
| M05    | ウォーターパーク駅        | 워터파크역        | Water Park                       | 3.1           | 4.4           |                                                     |
| M06    | 龍遊駅                    | 용유역            | Yongyu                           | 1.2           | 5.6           | 空港鉄道：●仁川国際空港鉄道（（臨）龍遊車両基地駅） |

## 歴史
- 2004年7月 - 磁気浮上式鉄道が国家研究開発実用化事業に決定する。
- 2005年4月30日 - 予備調査が行われる。
- 2006年
  - 2月 - 8月 - 事業化するための調査が行われる。
  - 10月26日 - 都市型磁気浮上式鉄道の実用化が決定する。
- 2007年
  - 6月26日 - 仁川広域市に設置することが決定する。
  - 11月19日 - 設計開始
- 2009年4月9日 - 基本計画決定
- 2010年
  - 8月3日 - 着工
  - 10月30日 - 設計完了
- 2012年
  - 5月 - 路線名称公募
  - 7月17日 - 路線名が「仁川空港磁気浮上鉄道」に決定する[5]。
  - 8月 - 竣工
  - 11月28日 - 試運転開始
- 2014年9月28日 - 開業の無期限延期を決定
- 2015年7月8日 - 6月末までの予定であったモデル事業期間を12月末まで延長する申請案を国土交通部に提出[6]
- 2016年
  - 2月3日 - 開業
  - 7月1日 - 運行事業者を仁川交通公社から空港鉄道に変更[7]
- 2017年
  - 6月19日 - 国際ビジネスセンター駅をパラダイスシティ駅に改称[8][9]
- 2018年1月13日 - 仁川国際空港駅を仁川国際空港1ターミナル駅に改称[10]
- 2020年2月20日 - 新型コロナウイルス感染症（COVID-19）の流行に伴い、運行時間を07:30 - 09:00、18:00 - 19:00に短縮[11]
- 2022年3月11日 - 仁川国際空港公社は、仁川広域市に都市鉄道事業の廃業許可申請を提出した。規制が多い都市鉄道法から（観光地などの遊戯施設扱いとなる）軌道運送法に転換することによって、赤字が続く磁気浮上鉄道のコスト削減が狙いと見られる[12]。
- 2022年7月14日 - 整備遅延を理由に全線で運行休止。当初は年末までを予定していたが[13]、その後延期された。
- 2023年9月1日 - 都市鉄道施設としての営業を終了。今後は都市鉄道から軌道施設（観光用鉄道）に切り替えて運行を再開する予定[14]。
- 2025年7月13日 - 仁川広域市中区庁は、仁川国際空港公社が提出した軌道運送法による磁気浮上列車の運営を承認した。早ければ9月中に運転再開を予定[15]。

## 開業後の事故・不具合
2016年2月3日の開業一番列車が運行開始8分後の龍遊駅手前300m付近で不意に急ブレーキがかかり突然浮上力を失って軌道に落下する事故が発生し、一時運行を停止した。同月23日には龍遊駅と車両基地を結ぶ区間の橋脚で電気ケーブルの火災があり全線で運行を中止した。